# آرتور کوک
آرتور کوک (انگلیسی: Arthur Cook؛ (زادهٔ ۱۹ مارس ۱۹۲۸ – درگذشتهٔ ۲۱ فوریهٔ ۲۰۲۱) تیرانداز اهل ایالات متحده آمریکا بود.
وی در مسابقات کشوری و بین‌المللی در مجموع برندهٔ ۱ مدال طلا شده‌ بود.